# Vieux-Pont (Moûtiers)
Ne pas confondre avec la commune de Vieux-Pont
Le Vieux-Pont ou pont de l'Isère ou encore pont Saint-Pierre est un pont traversant l'Isère sur la commune de Moûtiers dans le département français de la Savoie.
Construit en 1785, l'édifice est classé au titre des monuments historiques en 1980.

## Histoire
L'ancienne cité ceutrone, puis gallo-romaine Darentasia, l'actuelle Moûtiers, s’est développée en tant que site de pont : la traversée de l'Isère est facilitée par sa relative étroitesse à ce niveau,.
Construit en 1785, l'édifice est classé au titre des monuments historiques depuis le 13 novembre 1980.

## Galerie

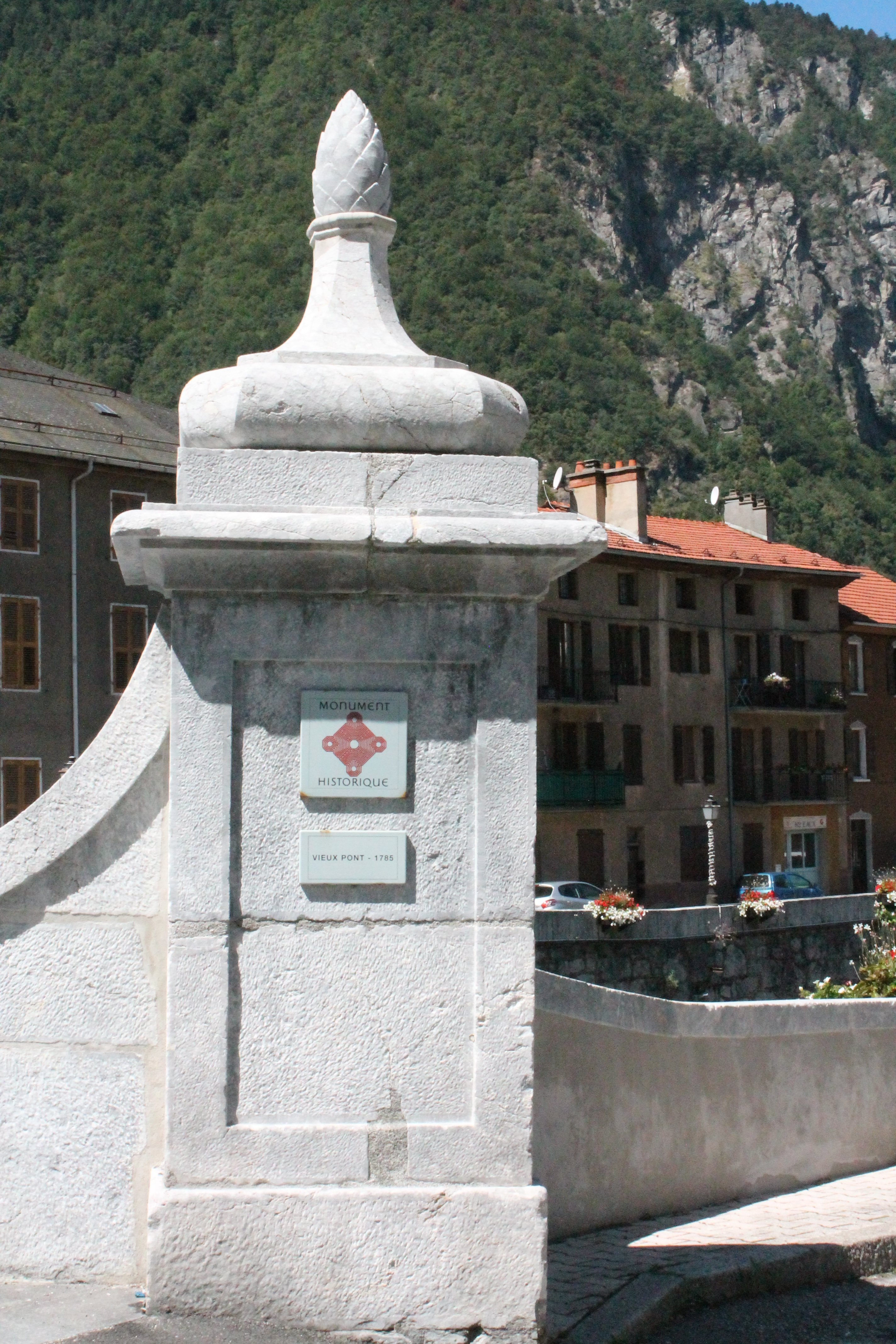
Pilier, rive droite.
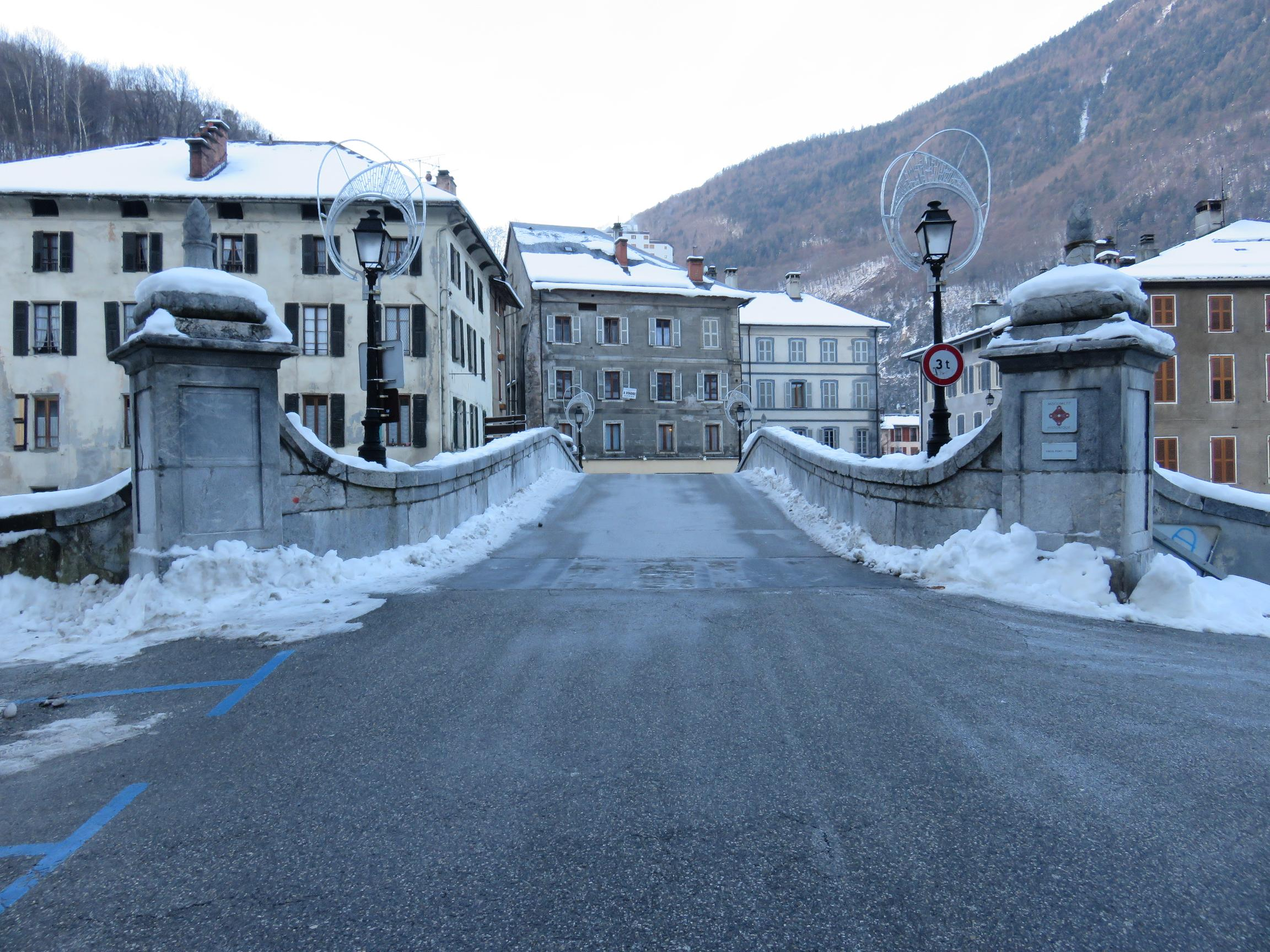
Accès rive droite.
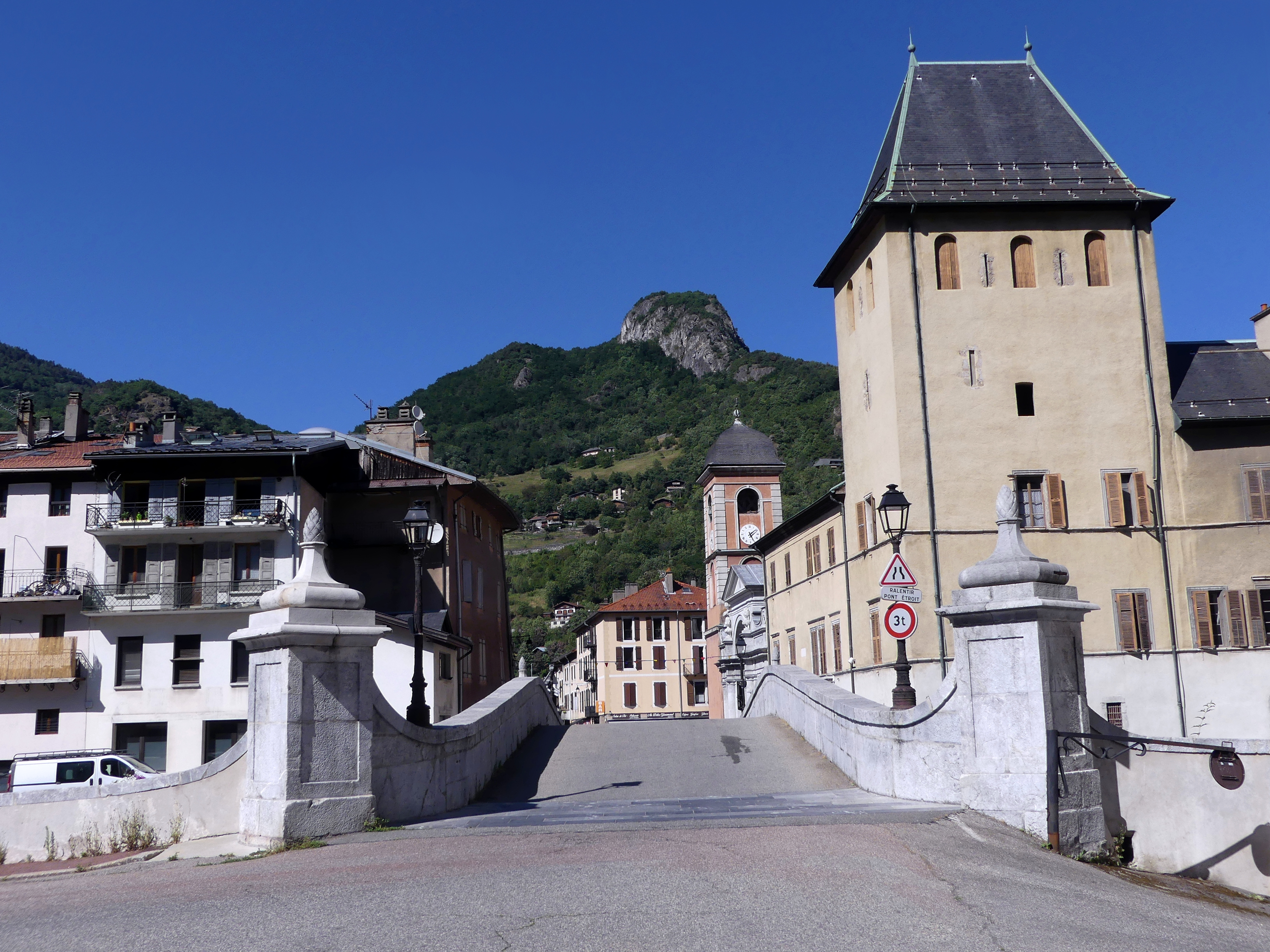
Accès rive gauche.
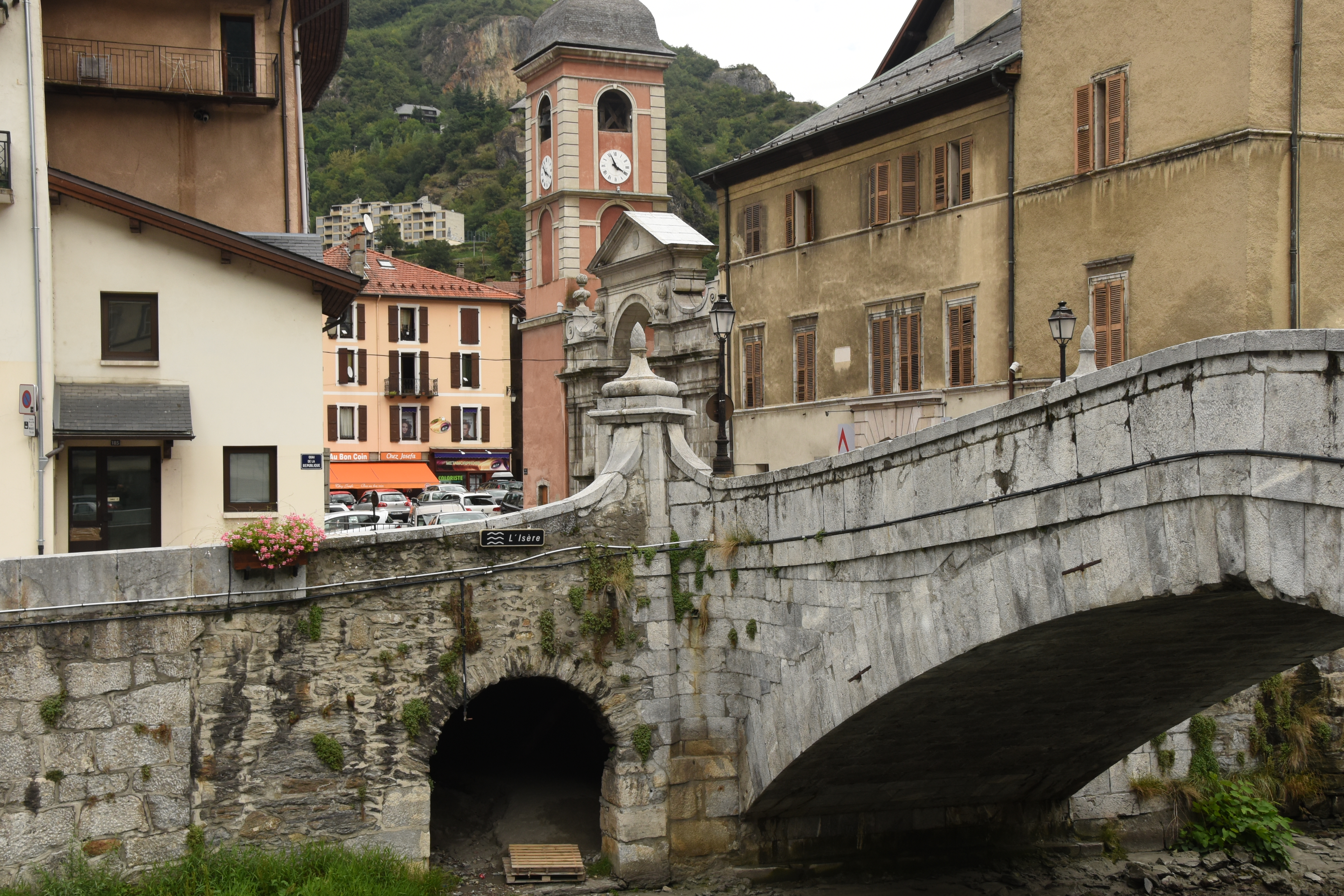
Détails.
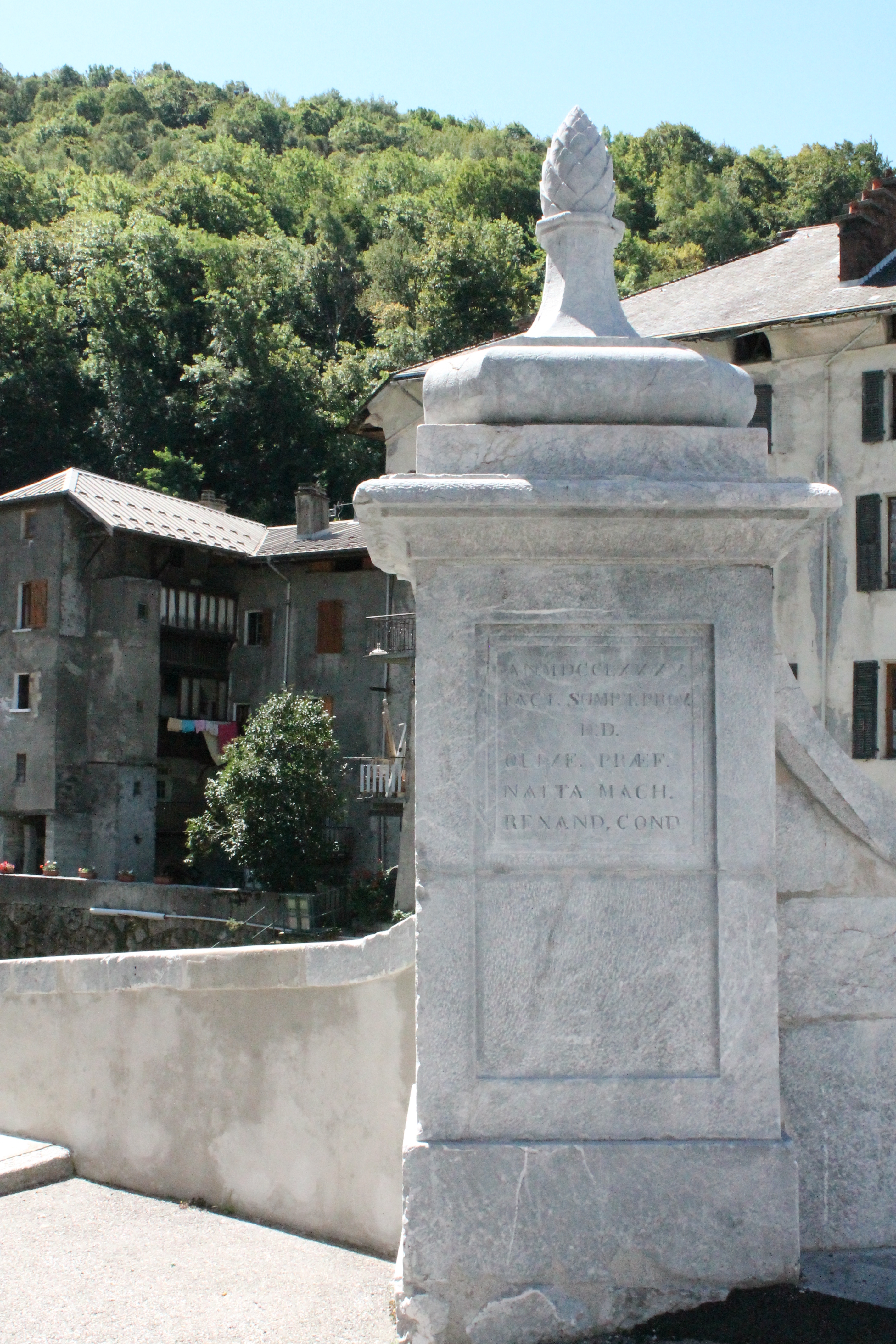
Pilier, rive droite.